# Sinningia punctata
Sinningia punctata är en tvåhjärtbladig växtart som beskrevs av Ysabeau. Sinningia punctata ingår i släktet Sinningia och familjen Gesneriaceae. Inga underarter finns listade i Catalogue of Life.